# تيكست رانجلر (محرر نصوص)
تيكست رانجلر هو محرر نصوص مخصص للعمل على أنظمة ماك أو أس أكس وقد تم تطويره بواسطة شركة البرمجيات الأمريكية بير بونز سوفتوير، في بداياته كان محرر النصوص تيكست رانجلر ينتمي لفئة البرمجيات الإحتكارية ولكن تم ادراجه ضمن قائمة البرمجيات المجانية منذ الإصدارة رقم 2.0 وأصبح بديلاً مجانياً لمحرر النصوص بي بي إديت.
تيكست رانجلر ليس معالج كلمات لافتقاده القدرة على تنظيم النصوص وملامح الصفحات، وهو بالتالي محدود بقدرته على معالجة البيانات النصية، وباكتسابه لهذه الصفة فهو قادر على معالجة البيانات النصية بطرق مرنة وقوية، يحوي تيكست رانجلر -كما هو الحال في معظم محررات النصوص الحديثة- على دعم مخصص لكتابة الشيفرات المصدرية بلغات متعددة، ويدعم كذلك أنماط متعددة من ترميزات النصوص في عمليات القراءة والحفظ ويشمل ذلك ترميز يونيكود، أسكي، لاتين-1، و لاتين-9.

## مزايا ووظائف تحرير النصوص
تشمل مزايا ووظائف تحرير النصوص ما يلي:
- قدرة قوية للقيام بعمليات البحث (والبحث والاستبدال) في ملف واحد أو ملفات متعددة مع توفر دعم عمليات البحث (والبحث والاستبدال) باستخدام التعابير النمطية.
- دعم أوامر ترتيب السطور ومعالجة السطور المكررة.
- القدرة على إيجاد الفروق بين نسختين من نفس الملف ودمج الفروق بينهما في ملف واحد.
- القدرة على تضليل النصوص بشكل عامودي ومعالجة النصوص التي تم تضليلها.
- دعم عمليات تحويل النصوص مثل تحويل الحروف الإنجليزية من حروف كبيرة إلى حروف صغيرة والعكس بالإضافة إلى عمليات تحويل نصية أخرى.
- القدرة على قراءة الملفات وتخزينها باستخدام ترميزات نصية منوعة منها ترميز UTF-8 وUTF-16
- دعم تحرير النصوص المتعددة البايتات ونصوص اليونيكود.
- القدرة على تخزين الملفات لتلائم أنظمة ماك، يونكس، و ويندوز بالنسبة لأنماط نهاية الأسطر.
- دعم دمج وظائف تنقيح النصوص (المصحح الإملائي) الخاصة بنظام ماك أو أس أكس.
- القدرة على عمليات التفاف النصوص على السطور الجديدة عند الوصول إلى نقطة نهاية السطر (بشكليها القاسي والضعيف[3])
- القدرة على عمليات استرجاع واستقدام حالة التحرير (Undo & Redo).
- دعم أنماط متعددة من مساحات التخزين المؤقت (Multiple Clipboards).
- القدرة على تقسيم نافذة التحرير.
- تحديد المسافة البادئة بشكل تلقائي.

## مزايا ووظائف لدعم لغات البرمجة
تشمل مزايا ووظائف دعم لغات البرمجة ما يلي:
- دعم تمييز أو تعليم الصيغة لعدد كبير من لغات البرمجة ويشمل ذلك: اًنسي سي، سي++، فورتران، جافا، أوبجكت باسكال، أوبجيكتيف سي، بيرل، بايثون، روبي، تي سي أل، تيكس، بالإضافة إلى أوامر يونكس النصية.
- الكشف التلقائي عن لغات البرمجة ودعم توظيف تمييز الصيغة للغة المختارة من ناحية الملف المحرر أو لغة البرمجة.
- دمج وظائف ماك أو أس أكس المخصصة لمساعدة المطورين.
- القدرة على العمل كمحرر مستقل ومدمج مع مجموعة أدوات تطوير أكس كود (Xcode).

## التكامل والاندماج مع نظام التشغيل
تشمل وظائف الاندماج مع نظام التشغيل ما يلي:
- دعم واسع وشامل لتقنية أبل سكريبت (AppleScript).
- القدرة على الاندماج مع أدوات يونكس ونصوصه البرمجية.
- القدرة على تحرير الملفات وتخزينها حتى لو لم يكن المستخدم هو المنشئ للملف (بشرط أن يكون المستخدم من قائمة المسموح لهم بالتعديل).
- دعم ترجمة كويكتايم (QuickTime translation support).
- دعم القيام بأخذ نسخ احتياطية للملف المحرر (ولكن بشكل انتقائي أي أنه يجب على المستخدم تفعيل هذه الوظيفة).
- دعم روابط مفاتيح محرر النصوص إيماكس (ولكن بشكل انتقائي أي أنه يجب على المستخدم تفعيل هذه الوظيفة).

## مزايا ووظائف أخرى
لا تقتصر وظائف تيكست رانجلر على ما تم سرده حيث أنه يستطيع القيام بوظائف أخرى منها:
- القدرة على تحرير الملفات الموجودة على حواسيب أخرى وتخزينها عن طريق دعم بروتوكول نقل الملفات بفرعيه (FTP/SFTP)
- القدرة على اظهار شجرة المحتويات لمجلد موجود على حاسوب اُخر باستخدام بروتوكول نقل الملفات.
- متصفح ملفات لسرد محتويات المجلدات الموجودة على جهاز المستخدم.

ويمكن للمستخدين القيام بتحديث المحرر بشكل مجاني ولكن يجب الانتباه لمتطلبات النظام قبل القيام بعملية التحديث